# Santa Cruz, Juárez
Santa Cruz är en ort i Mexiko.   Den ligger i kommunen Juárez och delstaten Michoacán de Ocampo, i den södra delen av landet, 140 km väster om huvudstaden Mexico City. Santa Cruz ligger 1 291 meter över havet och antalet invånare är 181.
Terrängen runt Santa Cruz är lite bergig, och sluttar brant västerut. Runt Santa Cruz är det ganska tätbefolkat, med 60 invånare per kvadratkilometer. Närmaste större samhälle är Heróica Zitácuaro, 16,2 km nordost om Santa Cruz. I omgivningarna runt Santa Cruz växer huvudsakligen savannskog.